# Miriam Sharoni
Miriam Sharoni (* 6. November 1968 in Malmö) ist eine schwedisch-israelische Opernsängerin in der Stimmlage Sopran.

## Leben und Wirken
Miriam Sharoni wurde in Schweden geboren und wuchs in Israel auf. Nach dem Abitur studierte sie Gesang an der Robert-Schumann-Hochschule in Düsseldorf und an der Hochschule für Musik und Theater Hamburg bei Judith Beckmann. Sie schloss das Studium in Lied und Oper jeweils mit Auszeichnung ab. Zusätzlich besuchte sie Meisterkurse bei Elisabeth Schwarzkopf, Agnes Giebel, Christa Ludwig, Mitsuko Shirai und Hartmut Höll. Durch ein Stipendium des Israel Vocal Arts Institute wurde ihr ein Studienaufenthalt an der Metropolitan Opera in New York City ermöglicht.
Sie gab 1996 ihr Operndebüt mit der Partie der Musetta in Puccinis La Bohème in Haifa (Israel). Im selben Jahr sang sie in der Hamburger Laeisz-Halle das italienische Liederbuch von Hugo Wolf. Ihr erstes Gast-Engagement führte sie 1996 an das Mecklenburgische Staatstheater in Schwerin. Weitere Engagements folgten in Bremerhaven, Saarbrücken und Flensburg. Bei den Eutiner Sommerspielen 2001, 2002 und 2004 sang sie die Pamina aus Mozarts Zauberflöte.
Von 1997 bis 2001 war sie festes Ensemblemitglied am Staatstheater Braunschweig. An der Wiener Volksoper debütierte sie 2001 mit der Rolle der Maria in Leonard Bernsteins West Side Story  und war dort unter anderem als Prinzessin Layla in Die Blume von Hawaii und als Sylva Varescu in der Csardasfürstin zu hören. In der Hamburger Kammeroper trat sie u. a. in Tschaikowskys Eugen Onegin und Mozarts Così fan tutte, Le nozze di Figaro und Don Giovanni auf.
Liederabende und Konzerte sowie Aufnahmen für Hörfunk und Fernsehen führten die Sängerin u. a. in die USA, die Schweiz sowie nach Österreich und Israel. Als Solistin wirkte sie bei Oratorienaufführungen mit. Sie lebt in Deutschland.

## Auszeichnungen
- 1996 erhielt sie den DAAD-Preis in Hildesheim
- 1997 gewann sie den ersten Preis des internationalen Robert-Stolz-Operettenwettbewerbs
- 1997 gewann sie den ersten Preis des Wettbewerbs der Elise-Meyer-Stiftung

## Diskografie
- Robert Schumann: Sammlung von Musik-Stücken alter und neuer Zeit, cpo 777 595-2, 2010